# Tyriograptis
Tyriograptis is een geslacht van vlinders van de familie sikkelmotten (Oecophoridae).

## Soorten
- T. elegantella Viette, 1955
- T. isabella Viette, 1987
- T. strepsaula Meyrick, 1934